# José Cândido Gomes
José Cândido Gomes (,  — , ) foi um jornalista e político brasileiro.
Fundou o jornal O Mercantil em Porto Alegre, em 1851. Durante a construção do Theatro São Pedro criticou duramente, através de seu jornal, o arquiteto responsável pela obra Phillip von Normann. Também fundou o Der Kolonist, em 10 de agosto de 1852, jornal em língua alemã que durou até 1853.
Foi eleito deputado provincial em 1858, para a 8a legislatura no Rio Grande do Sul